# Eddie Byrne
Eddie Byrne (Dublino, 31 gennaio 1911 – Dublino, 21 agosto 1981) è stato un attore irlandese.
È principalmente noto per aver interpretato il Generale Willard in Guerre stellari e per le sue apparizioni teatrali.

## Biografia
Nato a Dublino, Byrne fece molte apparizioni all'Abbey Theatre di Dublino e al National Theatre di Londra.
È conosciuto per la sua partecipazione al film Guerre stellari (1977) dove interpretava il generale Willard.
Gli appassionati di classici horror lo ricordano anche nei film La mummia (1959) e S.O.S. i mostri uccidono ancora (1966). Apparve anche nel film Jack lo squartatore (1959) e nella serie televisiva Robin Hood (1957).

## Vita privata
Era sposato con l'attrice Kitty Thuillier dalla quale ha avuto quattro figli: Frank, Susan, Michael e Catherine.
È morto nel 1981 a 70 anni per un ictus.

## Filmografia

### Cinema
- Agente nemico (I See a Dark Stranger), regia di Frank Launder (1946)
- Vendetta (Hungry Hill), regia di Brian Desmond Hurst (1947)
- Fuggiasco (Odd Man Out), regia di Carol Reed (1947)
- Il capitano Boycott (Captain Boycott), regia di Frank Launder (1947)
- Saints and Sinners, regia di Leslie Arliss (1949)
- Nuda ma non troppo (Lady Godiva Rides Again), regia di Frank Launder (1951)
- Time, Gentlemen, Please!, regia di Lewis Gilbert (1952)
- The Gentle Gunman, regia di Basil Dearden (1952)
- The Square Ring, regia di Basil Dearden (1953)
- Alberto R.N. (Albert R.N.), regia di Lewis Gilbert (1953)
- Il tiranno di Glen (Trouble in the Glen), regia di Herbert Wilcox (1954)
- L'eredità di un uomo tranquillo (Happy Ever After), regia di Mario Zampi (1954)
- La mummia (The Mummy), regia di Terence Fisher (1959)
- Jack lo squartatore (Jack the Ripper), regia di Robert S. Baker e Monty Berman (1959)
- Il capro espiatorio (The Scapegoat), regia di Robert Hamer (1959)
- Non rompete i chiavistelli (The Cracksman), regia di Peter Graham Scott (1963)
- S.O.S. i mostri uccidono ancora (Island of Terror), regia di Terence Fisher (1966)
- La vendetta di Fu Manchu (The Vengeance of Fu Manchu), regia di Jeremy Summers (1967)
- La forca può attendere (Sinful Davey), regia di John Huston (1969)
- Dov'è Jack? (Where's Jack?), regia di James Clavell (1969)
- L'agente speciale Mackintosh (The Mackintosh Man), regia di John Huston (1973)
- Guerre stellari (Star Wars), regia di George Lucas (1977)
- The Thief and the Cobbler, regia di Richard Williams (1993) - come doppiatore

### Televisione
- Assignment Foreign Legion – serie TV, episodi 1x12-1x16 (1956-1957)
- I gialli di Edgar Wallace (The Edgar Wallace Mystery Theatre) – serie TV, episodio 3x03 (1962)
- Il Santo (The Saint) – serie TV, 4 episodi (1962-1969)